# Mauden
Mauden é um município da Alemanha localizada no distrito de Altenkirchen, estado da Renânia-Palatinado.
É membro da associação municipal de Verbandsgemeinde Daaden.

## População
Evolução da população:
| - 1815 – 67 - 1835 – 80 - 1871 – 84 - 1905 – 81 - 1939 – 80 - 1950 – 101 | - 1961 – 81 - 1965 – 73 - 1970 – 78 - 1975 – 65 - 1980 – 74 - 1985 – 63 | - 1987 – 80 - 1990 – 95 - 1995 – 121 - 2000 – 122 - 2005 – 115 - 2006 – 123 |